# Epidendrum carnevalii
Epidendrum carnevalii är en orkidéart som beskrevs av Eric Hágsater och Luis M. Sánchez. Epidendrum carnevalii ingår i släktet Epidendrum och familjen orkidéer. Inga underarter finns listade i Catalogue of Life.